# أحمد بن عبد العزيز آل سعود
الأمير أحمد بن عبد العزيز آل سعود (23 شعبان 1361 هـ / 5 سبتمبر 1942  -)، وزير الداخلية في المملكة العربية السعودية خلال الفترة 18 يونيو 2012 حتى 5 نوفمبر 2012. هو الابن الحادي والثلاثون من أبناء عبد العزيز آل سعود وهو أصغر أبنائه من زوجته الأميرة حصة بنت أحمد السديري. وهو ممن يطلق عليهم لقب السديريون السبعة.

## دراسته
بدأ الأمير أحمد بن عبد العزيز آل سعود تعليمه الابتدائي في مدرسة الأمراء بحياة عبد العزيز آل سعود في مدينة الرياض ثم معهد الأنجال الذي أنشأه الملك سعود في الرياض وأكمل الابتدائية والمتوسطة وأنهى الدراسة الثانوية في السعودية، وقد ترأس فرقة الكشافة في المعهد حتى تخرجه منه عام 1381 هـ الموافق 1961. سافرإلى الولايات المتحدة الأمريكية للدراسة في نهاية عام 1961 ودرس اللغة الإنجليزية وبعض المواد العلمية بجامعة جنوب كاليفورنيا (U.S.C). انتقل إلى جامعة ردلاندز (Redlands) بمنطقة سان برناردينو بجنوب ولاية كاليفورنيا حيث حاز على شهادة البكالوريوس في العلوم السياسية عام 1968.
منح شهادة الدكتوراه في العلوم الإنسانية من جامعة ردلاندز بولاية كاليفورنيا الأمريكية في 26 يوليو من عام 1999 وذلك تقديرًا من الجامعة للجهود التي بذلها ويبذلها في مجال عمله وتجاه الجامعة أثناء فترة دراسته فيها وبعدها.

## أعماله
زاول الأعمال الحرة ومنها ترؤسه لمجلس إدارة شركة الجبس الأهلية من عام 1389 هـ الموافق 1969 حتى نهاية عام 1390 هـ الموافق 1970. في مطلع عام 1391 هـ الموافق 1971 صدر الأمر الملكي الكريم بتعيينه وكيل لإمارة منطقة مكة المكرمة.
ومن الأعمال التي قام بها بإمارة منطقة مكة المكرمة هي توجيه ومتابعة من أمير المنطقة وقتها الأمير فواز بن عبد العزيز آل سعود. كان أول مسؤول على مستوى كبير يزور مناطق جنوب جدة (الليث والقنفذة والبرك) وتلمس حاجات الأهالي هناك وكانت تلك المناطق متخلفة كثيرًا وليس بها طرق معبدة وعلى إثر ذلك أنشئ الطريق الذي يربط تلك المناطق حتى جيزان. كذلك بجهود كبيرة عقد أول اجتماع للإمارات التابعة للمنطقة (بما يسمى الآن بالمحافظات والمراكز). وقد شمل ذلك ممثلين من الوزارات الخدمية كالصحة والبلديات والزراعة والمياه والكهرباء ونتج عنه تطوير الخدمات عمومًا مما أدى إلى تحسين الأداء وتحقيق معظم حاجات المواطنين بالمنطقة، كذلك تطوير الجهاز الإداري بالمنطقة بمشاركة من وزارة الداخلية وغيرها.
كان أول من بدأ بعمل فكرة دراسات ميدانية للحج باقتراح رفع لوزير الداخلية ووفق عليه من المقام السامي وشكلت وقتها لجنة مشتركة من الوزارات المعنية كفريق عمل مؤهل للمهمة وساهم بمجهود شخصي واستمر بدعم تلك الدراسات والتي على ضوئها أنشئ ما يسمى الآن بمركز أبحاث الحج.
ترأّس لجنة تخطيط المنطقة، وشارك باللجنة الفرعية للحج وما تبعها. في شهر ذو الحجة من عام 1395 هـ صدر الأمر الملكي بتعيينه نائب لوزير الداخلية، حيث ساهم وتحت إشراف الأمير نايف بن عبد العزيز آل سعود بعمل تنظيم جديد للوزارة وتطوير قوى الأمن بجميع المرافق.
تولّى منصب وزير الداخلية في 18 يونيو 2012 خلفا لشقيقه الأمير نايف بن عبد العزيز آل سعود، وقد ظل في هذا المنصب حتى 5 نوفمبر 2012 عندما أعفي منه بناء على طلبه. وعُيِّن بدل منه الأمير محمد بن نايف بن عبد العزيز آل سعود.
جادل نواف عبيد في عام 2002 بأن ثلاثة من أعضاء آل سعود كانوا يتمتعون بشعبية خاصة، على الرغم من الاعتقاد بأن العديد منهم فاسدون. وكان الأمير أحمد أحد هؤلاء الأعضاء المشهورين. والآخرون هم ولي العهد الأمير عبد الله وأمير الرياض الأمير سلمان. كان يُنظر إلى الأمير أحمد أيضًا على أنه أحد المرشحين المحتملين للعرش السعودي في بداية العام العقد الأول من القرن الحادي والعشرين.
ومع ذلك، في 5 نوفمبر 2012، تم تهميشه بمعنى أنه ترك دون أي وظيفة رئيسية، وفي 1 فبراير 2013 تم تعيين الأمير مقرن نائبًا ثانيًا لرئيس مجلس الوزراء وفي 27 مارس 2014 إلى منصب نائب رئيس مجلس الوزراء. المنصب الجديد لولي ولي العهد. اعتبارًا من عام 2015، كان الأمير أحمد لا يزال ولي العهد المفضل لدى الإصلاحيين الذين جادلوا بأن الأمير أحمد يتمتع بمطالبة أكثر شرعية للعرش عن طريق حق الولادة.

### القبض
في 7 مارس 2020، تم القبض على الأمير أحمد مع ابنه الأمير نايف وأبناء أخيه الأمير محمد بن نايف بن عبد العزيز آل سعود، والأمير نواف بن نايف بن عبد العزيز آل سعود.

## الحياة الشخصية
الأمير أحمد له زوجتان وله منهما خمس بنات وسبعة أبناء. إحدى زوجاته هي ابنة خاله الأميرة فهدة بنت تركي بن أحمد السديري. ابنه الأكبر الأمير عبد العزيز، هو الأمين العام السابق للجمعية العربية لطب العيون، وُلد في ريدلاندز، كاليفورنيا، عندما كان الأمير أحمد يدرس في جامعة ريدلاندز. ابن آخر، الأمير نايف، حاصل على درجة الدكتوراه من جامعة كامبريدج وكان برتبة عقيد في القوات المسلحة السعودية وكان مسؤولاً عن التخطيط الاستراتيجي. شغل منصب رئيس هيئة المخابرات والأمن بالقوات البرية حتى اعتقاله في 7 مارس 2020. وتم تعيين ابن آخر له، الأمير سلطان، سفيرًا في البحرين في سبتمبر 2019، ومن المعروف أن لديه الاهتمام الشديد بالسياسة والشؤون الدولية.
إحدى بنات الأمير أحمد، الأميرة فلوة، متزوجة من الأمير سلمان بن سلطان بن عبد العزيز آل سعود، مساعد الأمين العام السابق في مجلس الأمن الوطني السعودي. وكانت الأميرة نورة، الزوجة السابقة للأمير فيصل بن عبد الله بن عبد العزيز آل سعود. الأميرة نورة ولدت في ريدلاندز، كاليفورنيا، في نوفمبر 1968، وهي الطفلة الثالثة للأمير أحمد. والدتها هي الأميرة فهدة بنت تركي السديري، وهي الأخت الشقيقة للأميرين عبد العزيز، وأحمد.
في 26 يوليو 1999، حصل الأمير أحمد على الدكتوراه الفخرية في العلوم الـإنسانية من جامعته الأم، جامعة ريدلاندز. كان الرئيس الفخري لجمعية الزهايمر الخيرية السعودية.

## أسرته
| الزوجة                                          | أبناؤه منها |
| ----------------------------------------------- | --- |
| الأميرة فهدة بنت تركي بن أحمد السديري           | الأمير عبد العزيز، الأمير نايف، الأميرة نورة، الأميرة حصة، الأمير فيصل، الأميرة فلوة، الأمير تركي، الأميرة موضي، والأمير سلطان |
| الأميرة شريفة بنت علي بن إبراهيم بن علي الرشودي | الأمير فهد، الأمير عبد الرحمن، الأميرة لطيفة، والأميرة جواهر                                                                   |
| الأميرة شيخة بنت عوجان بن مسلم أبوثنين          | |

## الأبناء والبنات
- الأمير عبد العزيز بن أحمد. متزوج من الأميرة خلود بنت مساعد بن أحمد السديري.
- اللواء ركن الأمير نايف بن أحمد (رئيس هيئة الاستخبارات وأمن القوات البرية).[24] متزوج من الأميرة فهدة بنت خالد بن عبد الله آل سعود.
- الأميرة نورة بنت أحمد. كانت متزوجة من الأمير فيصل بن عبد الله بن عبد العزيز آل سعود ولها من الأبناء الأمير عبد الله (متزوج من الأميرة لطيفة بنت خالد بن عبد الله بن عبد العزيز آل سعود وله من الأبناء الأمير فيصل)، الأميرة عبير، والأميرة ياسمين.
- الأميرة حصة بنت أحمد. متزوجة من الأمير فيصل بن ناصر بن عبد الله بن فيصل الفرحان آل سعود.
- الأمير فيصل بن أحمد. متزوج من الأميرة نسرين بنت فيصل بن فهد بن عبد العزيز آل سعود.
- الأميرة فلوة بنت أحمد. متزوجة من الأمير سلمان بن سلطان بن عبد العزيز آل سعود ولها من الأبناء الأميرة صيتة، الأمير فهد، والأمير سلطان.
- الأمير تركي بن أحمد. متزوج من الأميرة مشاعل بنت محمد بن نواف بن عبد العزيز آل سعود.
- الأميرة موضي بنت أحمد. متزوجة من الأمير عبد العزيز بن سعود بن نايف بن عبد العزيز آل سعود (وزير الداخلية) ولها من الأبناء الأمير نايف، الأمير أحمد، الأمير سعود، والأمير محمد، الأميرة الجوهرة.
- الأمير سلطان بن أحمد. كان خاطب الأميرة فهدة بنت عبد الإله بن عبد العزيز آل سعود.
- الأمير فهد بن أحمد. متزوج من الأميرة العنود بنت نواف بن محمد بن عبد الله آل سعود.
- الأمير عبد الرحمن بن أحمد.
- الأميرة لطيفة بنت أحمد. متزوجة من الأمير بدر بن سلطان بن عبد العزيز آل سعود ولها من الأبناء الأميرة الجوهرة، والأمير خالد، والأميرة هيا.
- الأميرة جواهر بنت أحمد.

## الجوائز
حصل على العديد من شهادات التقدير والأوسمة من أهمها وسام الملك الشيخ مكتوم (مواليد 1943)، حاكم دبي (1990–2006) الشيخ حمدان (مواليد 1945)، وزير مالية دولة الإمارات العربية المتحدة (1971–2021) الشيخ محمد (مواليد 1949)، حاكم دبي الحالي (2006–الآن) الشيخة حصة (مواليد 1950). الشيخ أحمد (مواليد 1956)، نائب رئيس الشرطة والأمن العام في إمارة دبي. الشيخة ميثاء (مواليد 1957).زوجة صاحب السمو الملكي الأمير أحمد بن عبدالعزيز آل سعود . ولديها ابن وحيد *نواف* الشيخة فاطمة (مواليد 1959)، زوجة راشد بن خليفة بن سعيد آل مكتوم. الشيخة شيخة (مواليد 1960)، زوجة عبد العزيز بن سعود بن عبد العزيز.